# Nationaltidende
Nationaltidende var en dansk morgontidning, utgiven 1876-1961 av De Ferslewske Blade.
Nationaltidende hade en konservativ inriktning och vände sig främst till borgerskapet och ämbetsstånden. Den gavs ut två gånger om dagen och koncentrerade sig främst på utrikespolitik och kultur. Tidningen gick ihop med den konservativa partitidningen Dagens Nyheder 1931 som en följd av en ekonomisk kris, men fortsatte att utges under namnet Nationaltidende. Det var dock först i och med det andra världskriget och Tysklands ockupation av Danmark som tidningen ökade i popularitet, främst på grund av sin nationella inställning. Från 1936 var Dansk Arbejdsgiverforening (DA) en av de största ägarna. Tidningen lades ned 1961 på grund av att DA inte längre ville ge den ekonomiskt stöd.

## Chefredaktörer (ofullständig)
- Hans Rudolf Hiort-Lorenzen (1878-1893)
- Emil Bjerring (1893-?)
- Lauritz Estrup (1921-1928)
- Aage Schoch (1934-1942)
- Gunnar L.C. Nielsen (1942-1946)